# 鞍唇沼兰
鞍唇沼兰（学名：Crepidium matsudae）为兰科沼兰属下的一个种。

## 扩展阅读
- 維基物種上的相關：鞍唇沼兰